# Percina kathae
Percina kathae és una espècie de peix de la família dels pèrcids i de l'ordre dels perciformes.

## Hàbitat
És un peix d'aigua dolça, bentopelàgic i de clima tropical.

## Distribució geogràfica
Es troba a Nord-amèrica.